# Rick Riordan
Richard Russell „Rick” Riordan (San Antonio, Texas, 1964. június 5. –) amerikai regényíró, tanár. Legismertebb műve a Percy Jackson és az olimposziak című ifjúsági bestseller.

## Életrajz
San Antonióban született 1964. június 5-én, ebben a városban élt gyermekkorában. 1982-ben végzett az Alamo Heights High School-ban, 1986-ban pedig a University of Texas at Austin-ban, ahol angol nyelvet és történelmet tanult. San Francisco környéki és a San Antonio-beli általános iskolákban tanított angolt és történelmet, beleértve a görög mitológiát is. 2002-ben a Saint Mary’s Hall megtiszteltetésül neki adta az iskola első Mestertanár-díját.
Regényíróként rengeteg sikeres könyvsorozatot írt: 
- A felnőtteknek szóló, többszörösen díjnyertes Tres Navarre című misztikus sorozat egy texasi magánnyomozó kalandjairól szól.
- Percy Jackson-sorozatának első része, A villámtolvaj 2005-ben felkerült a New York Times bestseller-listájára. 2010-ben elkészült a történet filmváltozata is a 20th Century Fox stúdió gondozásában.
- A sorozat második része, A szörnyek tengere 2006-ban elnyerte a Child Magazine és a Barnes & Noble könyváruház legjobb gyermekkönyvnek járó díját, 2007-ben pedig az Amerikai Könyvtárosok Szövetségétől a legjobb fiataloknak szóló olvasmánynak járó díjat. Mindkét műve Mark Twain-díjas is lett.
- A sorozat harmadik kötete, A titán átka helyezte a sorozatot a The New York Times bestseller-listájának élére.
- A negyedik kötet, a Csata a labirintusban, már az első megjelenési napján több mint egymillió példányban kelt el.
- Ezen kívül Riordan a szerzője a 39 kulcs-sorozat első részének, A csontlabirintusnak, amely szintén első volt a New York Times bestseller-listáján.

A görög mitológiára építő Percy Jackson-sorozat sikere után írt egy másik trilógiát is, a Kane krónikák-at, amely az egyiptomi mitológiához kötődik.
Jelenleg az Olimposz hősei sorozat folytatásán dolgozik. A Trials of Apollo című, ötrészes sorozat eddig csak angolul megjelent darabjai: The Hidden Oracle, The Dark Prophecy, The Burning Maze, The Tyrants Tomb és a Tower of Nero. 2020-ban magyarul is megjelent az elsö rész, utána fokozatosan a többi rész is a Kaméleon kiadó gondozásában. A könyvek magyar címe: Az elrejtett orákulum, A sötét profécia, A lángoló labirintus, A zsarnok sírja.
Rick Riordan jelenleg Bostonban él feleségével és két fiával, Haleyvel és Patrickkal.

## Művei

### Magyarul
Percy Jackson és az olimposziak
- A villámtolvaj. Percy Jackson és az olimposziak. Első könyv; ford. Bozai Ágota; Könyvmolyképző, Szeged, 2008
- A szörnyek tengere. Percy Jackson és az Olimposziak. Második könyv; ford. Acsai Roland; Könyvmolyképző, Szeged, 2009
- A titán átka. Percy Jackson és az olimposziak; ford. Acsai Roland; Könyvmolyképző, Szeged, 2010
- Csata a labirintusban. Percy Jackson és az olimposziak; ford. Acsai Roland; Könyvmolyképző, Szeged, 2011
- Az utolsó olimposzi. Percy Jackson és az olimposziak; ford. Acsai Roland; Könyvmolyképző, Szeged, 2012

Az Olimposz hősei
- Az elveszett hős. Az Olimposz hősei 1. rész; ford. Acsai Roland; Könyvmolyképző, Szeged, 2014 (Kaméleon könyvek)
- Neptunus fia. Az Olimposz hősei 2. rész; ford. Acsai Roland; Könyvmolyképző, Szeged, 2015 (Kaméleon könyvek)
- Athéné jele. Az Olimposz hősei 3. rész; ford. Acsai Roland; Könyvmolyképző, Szeged, 2015 (Kaméleon könyvek)
- Hádész háza. Az Olimposz hősei 4. rész; ford. Acsai Roland, társford. Garamvölgyi Katalin; Könyvmolyképző, Szeged, 2016 (Kaméleon könyvek)[1]
- Percy Jackson görög hősei; ford. Molnár Edit; Könyvmolyképző, Szeged, 2017 (Kaméleon könyvek)
- Percy Jackson és a görög istenek; ford. Molnár Edit; Könyvmolyképző, Szeged, 2017 (Kaméleon könyvek)
- Az Olimposz vére. A olimposz hősei 5. rész; ford. Molnár Edit, társford. Garamvölgyi Katalin; Könyvmolyképző, Szeged, 2018 (Kaméleon könyvek)

39 kulcs
- 1. rész: A csontlabirintus; ford. Farkas Orsolya; Könyvmolyképző, Szeged, 2010 (A 39 kulcs)
- 11. rész: Rick Riordan–Peter Lerangis–Gordon Korman–Jude Watson: A Vesperek támadása; Könyvmolyképző, Szeged, 2014 (A 39 kulcs)

Kane krónikák
- A vörös piramis. A Kane-krónikák 1.; ford. Kamper Gergely; Könyvmolyképző, Szeged, 2016 (Kaméleon könyvek)[2]
- Tűztrónus. A Kane-krónikák 2.; ford. Kamper Gergely; Könyvmolyképző, Szeged, 2017 (Kaméleon könyvek)
- A kígyó árnyéka. A Kane-krónikák 3.; ford. Kamper Gergely; Könyvmolyképző, Szeged, 2018 (Kaméleon könyvek)

Apollón próbái
- Apollón próbái. Az elrejtett orákulum, első könyv; ford. Molnár Edit; Könyvmolyképző, Szeged, 2020 (Kaméleon könyvek)
- Apollón próbái. A sötét prófécia, második könyv; ford. Molnár Edit; Könyvmolyképző, Szeged, 2021 (Kaméleon könyvek)
- Apollón próbái. A lángoló labirintus, harmadik könyv; ford. Molnár Edit; Könyvmolyképző, Szeged, 2021 (Kaméleon könyvek)
- Apollón próbái. A zsarnok sírja, negyedik könyv; ford. Molnár Edit; Könyvmolyképző, Szeged, 2022 (Kaméleon könyvek)

### Angol nyelven megjelent regényei
Percy Jackson és az olimposziak
- The Lightning Thief (2005)
- The Sea of Monsters (2006)
- The Titan's Curse (2007)
- The Battle of the Labyrinth (2008)
- The Demigod Files (elbeszélések) (2009)
- The Last Olympian (2009)
- The Chalice of the Gods (2023. szeptember 26.)

Az Olimposz hősei
- The Lost Hero (2010)
- The Son of Neptune (2011)
- The Mark of Athena (2012)
- The House of Hades (2013)
- The Blood of Olympus (2014. október 7.)

39 kulcs
- 1. rész: The Maze of Bones (2008)
- 11. rész: Vespers Rising (Peter Lerangis, Gordon Korman, and Jude Watson társszerzője) (2011)

Tres Navarre-sorozat
- Big Red Tequila (1997)
- Widower's Two-Step (1998)
- The Last King of Texas (2000)
- The Devil Went Down to Austin (2001)
- Southtown (2004)

#### Mission Road(2005)
- Rebel Island (2007)

The Kane Chronicles
- The Red Pyramid (2010)[3]
- The Throne of Fire (2011)[4]
- The Serpent's Shadow (2012)[5]

Magnus Chase and the Gods of Asgard
- The Sword of Summer (2015)
- The Hammer of Thor (2016)
- The Ship of The Dead (2017)

Trials of Apollo
- The Hidden Oracle (2016)
- The Dark Prophecy (2017)
- The Burning Maze (2018)
- The Tyrant's Tomb (2019)
- The Tower of Nero (2020)

Önálló művei
- Cold Springs (2004)[6]

## Díjai
- 1998 – Shamus Award and Anthony Award a Big Red Tequila c. könyvéért
- 1999 – Edgar Award for Best Paperback Original a The Widower's Two-Step c. könyvéért
- 2008 – Mark Twain Award A Villámtolvaj c. könyvéért
- 2009 – Mark Twain Award A szörnyek tengere c. könyvéért
- 2009 – Rebecca Caudill Award A Villámtolvaj c. könyvéért
- 2011 – Author of the Year by CBC Choice